# Symphonie colorée
Symphonie colorée est un tableau peint par Robert Delaunay en 1917. Cette huile sur toile constitue une nature morte. Elle est conservée au musée d'Art moderne de Paris.

## Expositions
- Apollinaire, le regard du poète, musée de l'Orangerie, Paris, 2016 — n°106.